# 小云南鳅
小云南鳅（学名：Yunnanilus parvus）为輻鰭魚綱鲤形目條鳅科云南鳅属的其中一种。在中国，分布于雲南省南盘江水系等。该物种体长可达3.8公分，生活习性不明。
其种加词“Parvus”意为“小的”。